# Université d'État de Tchétchénie
L'université d'État de Tchétchénie (Чеченский государственный университет) est une université classique située à Grozny, capitale de Tchétchénie en fédération de Russie. Elle a été fondée en 1938. Son recteur est le professeur Z. A. Saïdov.

## Historique
L'université prend ses origines le 7 février 1938, lorsque le parti communiste local et le commissariat du Peuple à l'éducation de la république socialiste soviétique autonome de Tchétchénie-Ingouchie fonde l'institut normal de Grozny avec un cursus de deux ans. Cent-vingt étudiants forment la première promotion. À la rentrée suivante de septembre 1938, l'institut devient l'institut pédagogique de Tchétchénie-Ingouchie avec un cursus de quatre ans. Il comprend trois facultés: la faculté de philologie, la faculté d'histoire et la faculté de physique et de mathématiques.
L'institut est évacué au début de la Grande Guerre patriotique (1941-1945). Il est reconstruit dans les années 1955-1957. D'autres facultés sont ouvertes, comme celle d'éducation physique en 1956, celle des sciences naturelles et de la géographie en 1960, ou des langues étrangères en 1962.
Dans les années 1960, on ajoute aux bâtiments d'enseignement un bâtiment abritant le foyer universitaire de 632 lits pour étudiants.
L'établissement reçoit le nom d'université d'État de Tchétchénie-Ingouchie « Léon-Tolstoï », le 9 mars 1971. Au milieu des années 1980, l'université comporte huit facultés (histoire, philologie, romanistique et germanistique, économie, physique, mathématiques, géographie, biologie et chimie). Une faculté de médecine ouvre en 1990 et en 1993 une faculté de droit et de finances-économie.
En janvier 1995 l'université subit des dommages irréparables à cause de la guerre. La bibliothèque est détruite, ainsi que le jardin botanique, l'imprimerie et des laboratoires, mais les cours continuent dans d'autres bâtiments.
Le 28 février 1995, l'université devient « université d'État de Tchétchénie ». À la fin de la première guerre de Tchétchénie, l'université a cessé d'avoir les mêmes programmes que les universités russes, mais les cours continuent malgré la situation.
Une faculté d'agrotechnologie ouvre en 1997. L'université est reconstruite en 1997-1998.
En 1999, c'est la seconde guerre de Tchétchénie et les bâtiments sont encore endommagés ou presque détruits. Elle n'ouvre qu'en avril 2000, selon les programmes des autres universités russes, pendant que l'on reconstruit les bâtiments. Divers bâtiments sont construits ou reconstruits entre 2000 et 2007.

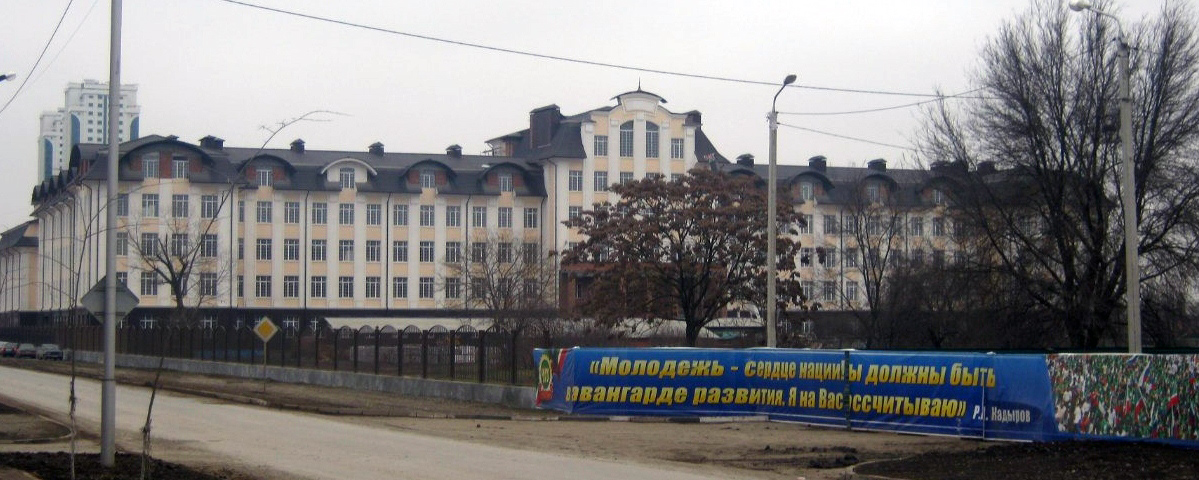
Vue du bâtiment principal en janvier 2012, derrière le square Léon-Tolstoï

## Facultés

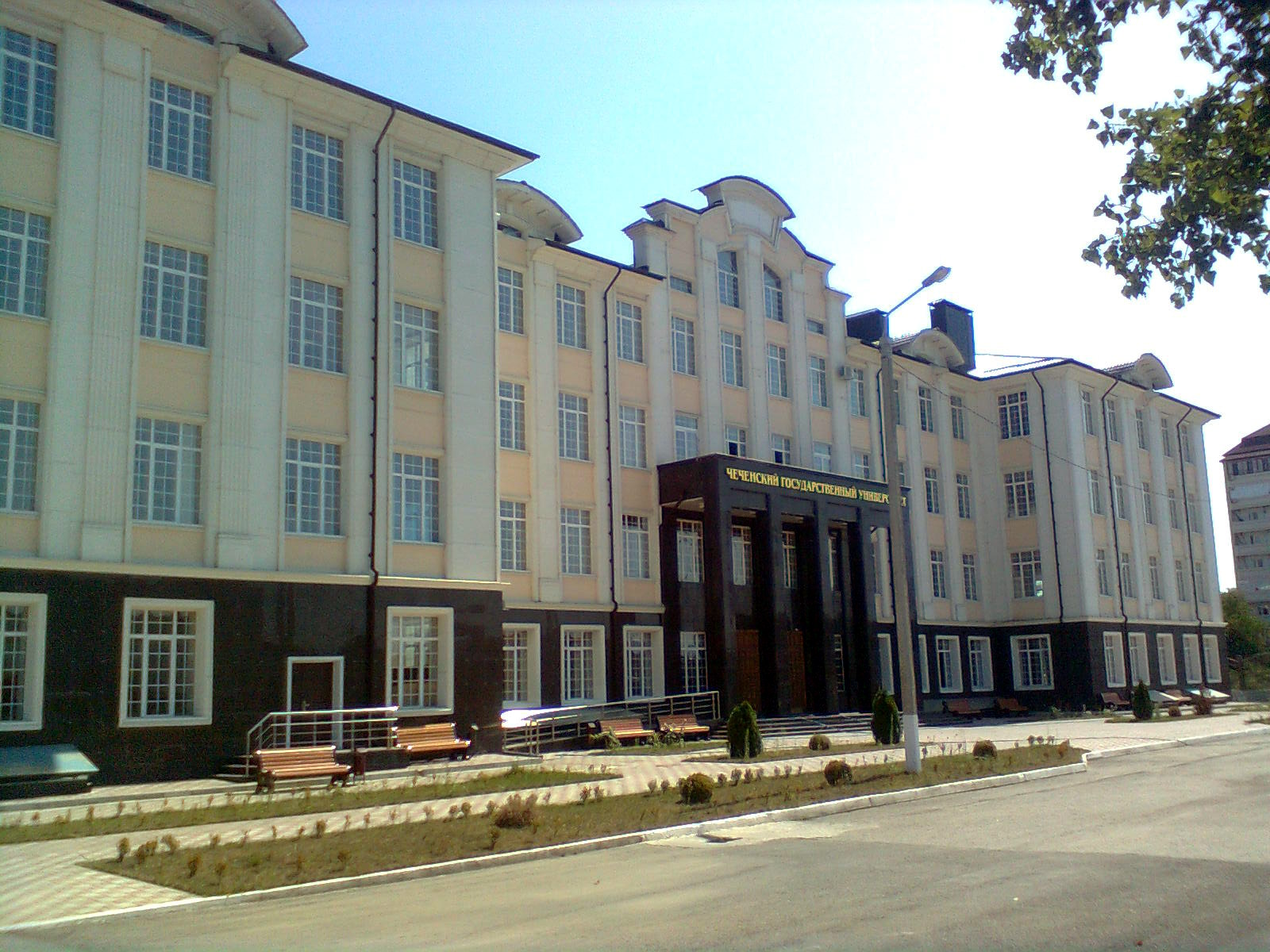
Façade en 2014.

Désormais l'université accueille treize facultés :
- Faculté d'histoire
- Faculté de mathématiques et de technologie informatique
- Faculté de physique et de technologies d'information et de communication
- Faculté de biologie et de chimie
- Faculté de médecine
- Faculté de droit
- Faculté d'économie
- Faculté de finances et d'économie
- Faculté de géographie et de géoécologie
- Faculté d'agrotechnologie
- Faculté de langues étrangères
- Institut tchétchène et de philologie générale
- Faculté d'administration publique
- Faculté d'enseignement professionnel et de formation continue

## Structures annexes
- Jardin botanique
- Musée zoologique
- Musée d'histoire régionale
- Bibliothèque en cinq départements

## Effectifs
L'université accueille 814 enseignants, dont 55 docteurs d'État et 236 agrégés. Elle comprend 72 chaires d'enseignement dans 13 facultés, plus une faculté de formation continue.
Elle accueille environ 20 000 étudiants (cursus normal et cours du soir).

## Collaboration internationale
L'université fait partie de programmes d'enseignement en Angleterre et en Allemagne, où des étudiants de l'université peuvent parachever leurs études dans ces deux pays avec l'obtention d'une bourse.